# 20 successi di Mina
20 successi di Mina — первый сборник лучших песен итальянской певицы Мины, выпущенный 11 апреля 1964 года на лейбле Italdisc.

## Об альбоме
В конце 1963 певица покинула лейбл Italdisc и ушла к Ri-Fi, где уже в конце декабря выпустила свой хит «Città vuota». В ответ на это Italdisc подал иск к певице за то, что она покинула лейбл, нарушив условия контракта.
В ожидании суда лейбл решает использовать как можно больше записей Мины, доступных в каталоге, в коммерческих целях, в феврале был выпущен сингл «A volte/Non piangerò», песни из которого были записаны в США в 1962 году и вошли в недавний альбом Stessa spiaggia, stesso mare.
В апреле лейбл выпустил данную компиляцию, а в июне сингл «Rapsodie (Rhapsodie)/Amore di tabacco» с неизданными песнями, в октябре вышел её один сборник Mina Nº 7 и переиздание 20 successi di Mina с новой обложкой.
На сборнике представлены песни из первых шести альбомов Мины, за исключением «Vulcano», которая издавалась только как сингл в октябре 1963 года.

## Список композиций
| №   | Название                  | Автор(ы)                                        | Из альбома                          | Длительность |
| --- | ------------------------- | ----------------------------------------------- | ----------------------------------- | ------------ |
| 1.  | «Il cielo in una stanza»  | Джино Паоли                                     | Il cielo in una stanza (1960)       | 1:59         |
| 2.  | «Renato (Renata)»         | Альберто Теста, Альберто Кортес                 | Renato (1962)                       | 2:08         |
| 3.  | «Due note»                | Антонио Амурри, Бруно Канфора, Раффаэле Спозито | Due note (1961)                     | 3:34         |
| 4.  | «Tintarella di luna»      | Франко Мильяччи, Бруно Де Филиппи               | Tintarella di luna (1960)           | 3:00         |
| 5.  | «Champagne Twist»         | Дино Верде, Бруно Канфора                       | Moliendo café (1962)                | 2:32         |
| 6.  | «Una zebra a pois»        | Лелио Лутацци, Дино Верде, Марчелло Чьорчиолли  | Il cielo in una stanza (1960)       | 3:22         |
| 7.  | «Stringimi forte i polsi» | Лео Кьоссо, Дарио Фо, Фьоренцо Капри            | Renato (1962)                       | 2:31         |
| 8.  | «Vola vola da me»         | Альберто Теста, Витторио Буффоли                | Renato (1962)                       | 2:18         |
| 9.  | «Moliendo café»           | Уго Бланко, Хосе Мансо Перрони                  | Moliendo café (1962)                | 2:57         |
| 10. | «Mi guardano»             | Лео Кьоссо, Умберто Проус                       | Stessa spiaggia, stesso mare (1963) | 2:44         |

| №   | Название                             | Автор(ы)                                               | Из альбома                          | Длительность |
| --- | ------------------------------------ | ------------------------------------------------------ | ----------------------------------- | ------------ |
| 1.  | «Stessa spiaggia, stesso mare»       | Могол, Пьеро Соффичи                                   | Stessa spiaggia, stesso mare (1963) | 2:12         |
| 2.  | «È vero»                             | Никола Салерно, Умберто Бинди                          | Tintarella di luna (1960)           | 3:00         |
| 3.  | «Folle banderuola»                   | Джанни Меччия                                          | Tintarella di luna (1960)           | 2:20         |
| 4.  | «Tu sei mio»                         | Лео Кьоссо, Умберто Проус                              | Moliendo café (1962)                | 2:16         |
| 5.  | «Non piangerò (Just Let Me Cry)»     | Лео Кьоссо, Бен Ралей                                  | Stessa spiaggia, stesso mare (1963) | 2:20         |
| 6.  | «Vulcano»                            | Могол, Мики Дель Прете, Пино Массара                   | без альбома (1963)                  | 2:34         |
| 7.  | «A volte (Pretend That I’m Her)»     | Лео Кьоссо, Норман Бламан, Сэм Бобрик                  | Stessa spiaggia, stesso mare (1963) | 2:22         |
| 8.  | «La ragazza dell’ombrellone accanto» | Вито Паллавичини, Витторио Буффоли                     | Stessa spiaggia, stesso mare (1963) | 2:25         |
| 9.  | «Chihuahua»                          | Джорджо Калабрезе, Антония Берточчи, Мануэсто Де Понти | Renato (1962)                       | 2:10         |
| 10. | «Sabato notte»                       | Дино Верде, Бруно Канфора                              | Renato (1962)                       | 2:36         |